# کلکنار
کلکنار، روستایی است از توابع بخش چهاردانگه شهرستان ساری در استان مازندران ایران.

## جمعیت
این روستا در دهستان پشتکوه قرار داشته و بر اساس آخرین سرشماری مرکز آمار ایران که در سال ۱۳۹۵ صورت گرفته، جمعیت آن ۵۸نفر  (۲۵خانوار) بوده‌است.
روستای کل‌کنار در سرشماری سال ۱۳۹۵
| شمار خانوار | جمعیت | زن | مرد |
| ۲۵          | ۵۸    | ۳۰ | ۲۸  |

که مهاجرت ساکنان این روستا در دهه های آغازین پس از انقلاب 57 به مناطق دشتی و پایین دست مشرف به دریا در  شهر ساری باعث شد تا در مقطعی سه دهه ای خالی از سکنه باشد و نهایتا در طی ده سال اخیر با رجعت اهالی این روستا مجدد آبادانی و پویایی در این روستا شکل گرفت. این روستا به دلیل وجود وافر گیاه آویشن که در مناطق کوهستانی رویش خوبی دارد به " سرزمین آویشن " لقب گرفته است.
در قدیم عمده فعالیت اهالی این روستا دامداری سنتی بصورت ییلاق و قشلاق بوده است.
چهره های علمی و  ورزشی متعددی را در جامعه معرفی نموده است.
شخصیت های علمی :
شخصیت های هنری:
شخصیت های ورزشی:
- تقی داداشی   قهرمان کشتی 
شخصیت های سیاسی:
- دکتر مرتضی جعفری   بخشدار سابق چهادانگه